# Angelica maowenensis
Angelica maowenensis är en flockblommig växtart som beskrevs av C.Q.Yuan och R.H.Shan. Angelica maowenensis ingår i släktet kvannar, och familjen flockblommiga växter. Inga underarter finns listade i Catalogue of Life.